# Han-dinasztia
A Han-dinasztia (i. e. 206 – i. sz. 220) Kína történelmében az első hosszú életű császári dinasztia volt.

## Története

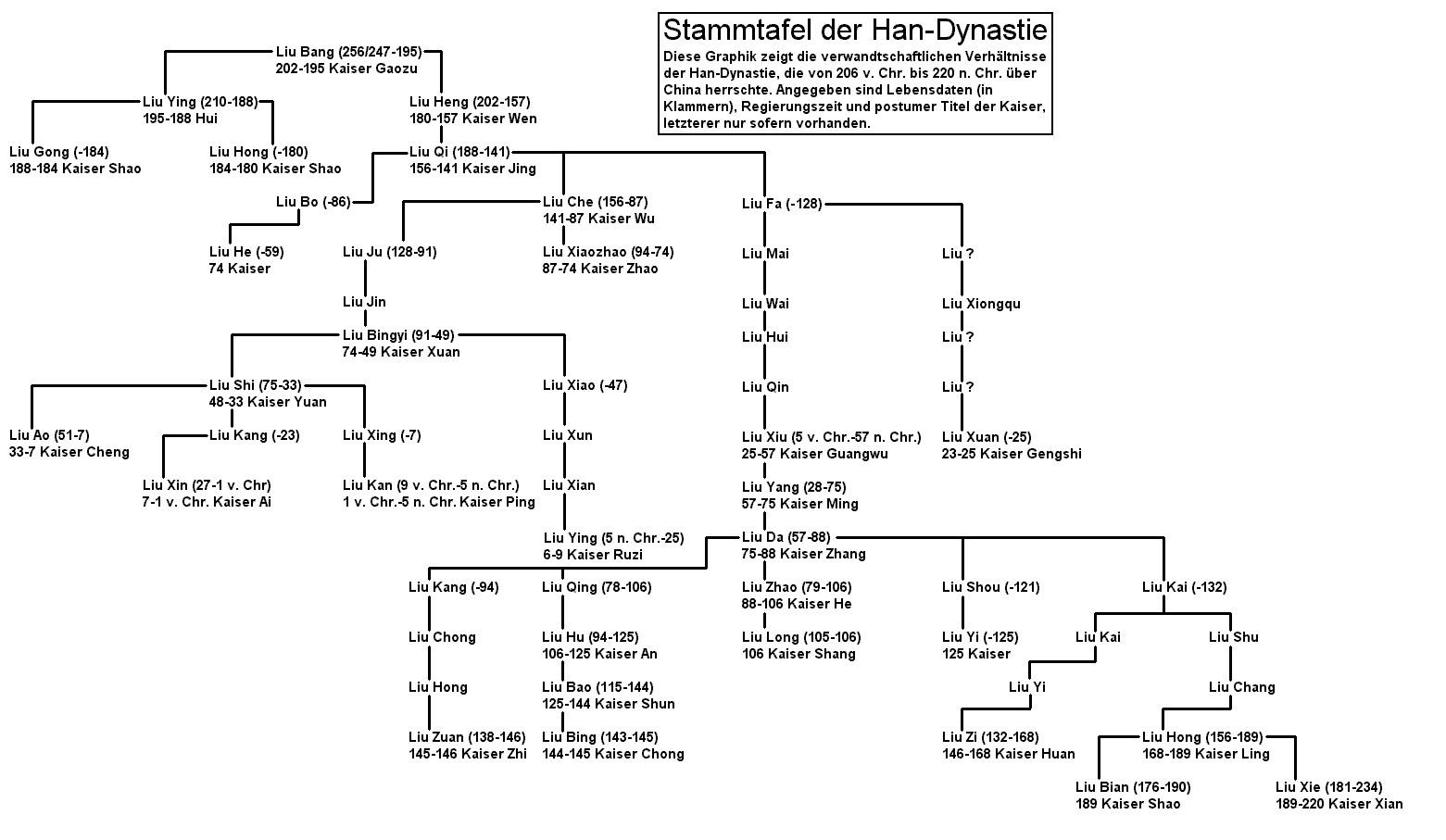
A dinasztia leszármazási táblája

A Csin (Qin)-dinasztia rövid ideig tartó uralmát egy felkeléssorozat söpörte el. A dinasztia bukását követő zűrzavarból két lázadó vezér, Hsziang Jü (Xiang Yu) és Liu Pang (Liu Bang) emelkedett ki, akik közül i. e. 202-ben az utóbbi kerekedett felül, megalapítva a Han-dinasztiát. Liu Pang (Liu Bang) kénytelen volt támogatóit, rokonait nagy földbirtokadományokkal jutalmazni, s a Csin (Qin)-dinasztia bukásából okulva igyekezett minden tekintetben kompromisszumos politikát folytatni. A központi hatalom megerősödésére, a birodalom felvirágzására csak Liu Pang (Liu Bang) dédunokája, Han Vu-ti (Han Wudi) (ur. i. e. 141/140–87) alatt került sor. Wu (Vu) megfogadta egyik tanácsadója, Tung Csung-su (Dong Zhongshu) javaslatát, s az ország államideológiájává a konfucianizmust tette, amely ekkor már legista elemekkel keveredett. 

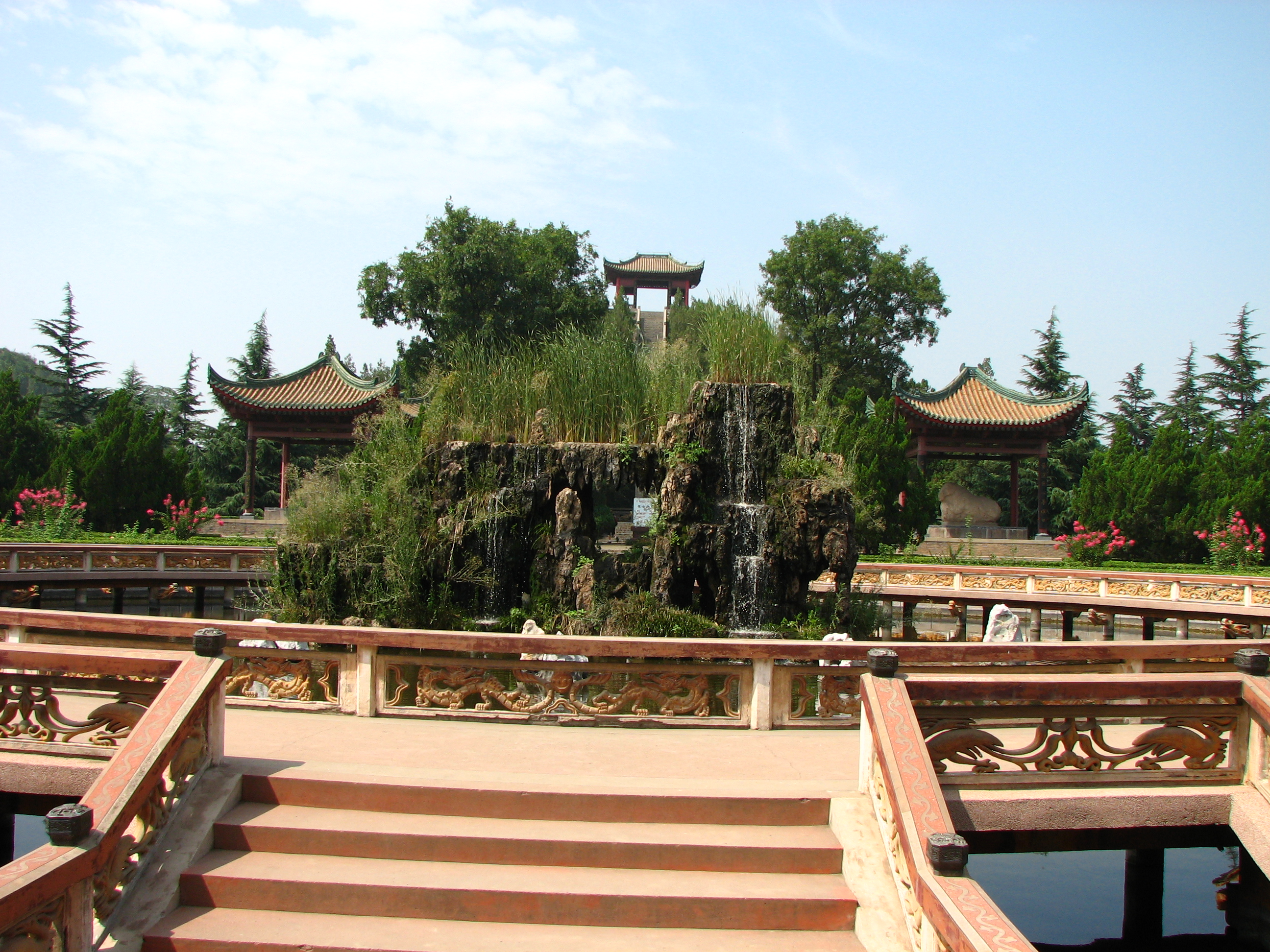
A Han-dinasztia síremléke

Han Vu-ti (Han Wudi) végleg felszámolta a helyi kiskirályok uralmát, a birodalmat tizenhárom tartományra osztotta, amelyet kinevezett hivatalnokok igazgattak. Bevezette a versenyvizsgákat. A birodalom határait évtizedek óta veszélyeztető hsziungnu (xiongnu)kra sorozatos vereségeket mért, birodalma határait kiterjesztette, s biztosította a Közép-Ázsiába vezető kereskedelmi útvonalakat.
Han Vu-ti (Han Wudi) uralkodásának vége felé, s különösen utódjai alatt a parasztok terhei növekedtek, fokozódott a földkoncentráció, ami az uralkodóház meggyengüléséhez vezetett. A tehetetlen császárok kezéből a tényleges hatalom a császárnéi családok kezébe csúszott át. Vang Mang (Wang Mang), az egyik császárné unokaöccse i. sz. 9-ben palotaforradalmat hajtott végre, s Hszin (Xin) néven saját dinasztiát alapított. A feszültségek enyhítése érdekében visszaállította a kútföldrendszert, az uralkodó tulajdonának nyilvánított minden földet, megtiltotta a rabszolgák adásvételét, a sólepárlást, a vasöntést és a szeszfőzést állami monopóliummá nyilvánította. A reformokat azonban képtelen volt következetesen végrehajtani, s az állandó bizonytalanság és a természeti csapások hatalmas felkelésekhez vezettek (i. az. 17-ben a Lülin- (Zölderdő) felkelés; i. sz. 18-ban a Cse-mej (Chimei) (vörösszemöldökűek)). Vang Mang (Wang Mang) uralmát a felkelők megdöntötték, s a trónra a Han-ház egyik tagja, Liu Hsziu (Liu Xiu) került (i. sz. 25), visszaállítva a Han-dinasztia uralmát.

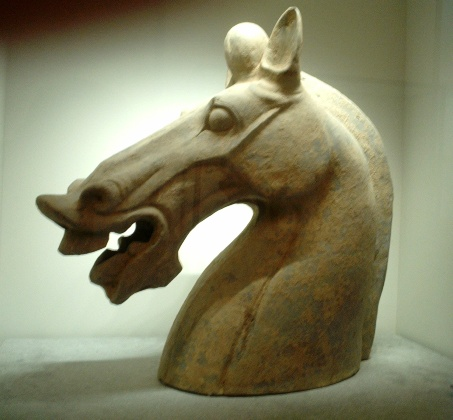
Terrakotta lófej (1-2. század)

Ettől fogva az i. e. 206/202-től i. sz. 9-ig tartó időszakot Nyugati (vagy Korai) Han-kornak, az i. sz. 25-től 220-ig tartó periódust pedig Keleti (vagy Kései) Han-kornak nevezik – a fővárosok, Csang’an (Chang'an) (a mai Hszi'an (Xi'an), Senhszi (Shaanxi) tartományban), illetve Lojang (Luoyang) (Honan (Henan) tartományban) elhelyezkedése alapján). Liu Hsziu (Liu Xiu) visszatért a Nyugati Han-kor elején alkalmazott parasztpártoló politikához, s sikerült dinasztiája hatalmát konszolidálnia. A megerősödött birodalom újra legyőzte a hsziungnu (xiongnu)kat (73, 91), s megszilárdította Kína közép-ázsiai uralmát.
A 2. században azonban újra megindult a földkoncentráció, a parasztok elszegényedtek, miközben a trónon tehetetlen bábcsászárok követték egymást. 184-ben kitört egy taoista szekta által vezetett felkelés, a sárgaturbánosok felkelése, amely ugyan elbukott, de a dinasztia uralma végleg meggyengült, s a hatalom a helyi parancsnokok kezébe került. Ezek egyike 220-ban hivatalosan is véget vetett a Han-dinasztia uralmának. Ezzel a széttagoltság több évszázados korszaka vette kezdetét Kínában. A Han-kort közvetlenül a három királyság kora (220-280) követte.
A Han-kor Kína történetének egyik legfényesebb korszaka volt: megszilárdult az egységes, bürokratikusan kormányzott Kína eszméje, a kínai művészetek virágzásnak indultak, a konfucianizmus hivatalos állameszmévé vált, rögzült a hivatalnokvizsgák rendszere. A kínaiak a mai napig „han”-oknak nevezik magukat, nyelvüket pedig „a hanok nyelvének” (han-jü (hanyu)).